# Maciej Rybiński (duchowny)
Maciej Rybiński (ur. w 1566, zm. 20 maja 1612 w Poznaniu) – senior Jednoty braci czeskich.

## Życiorys

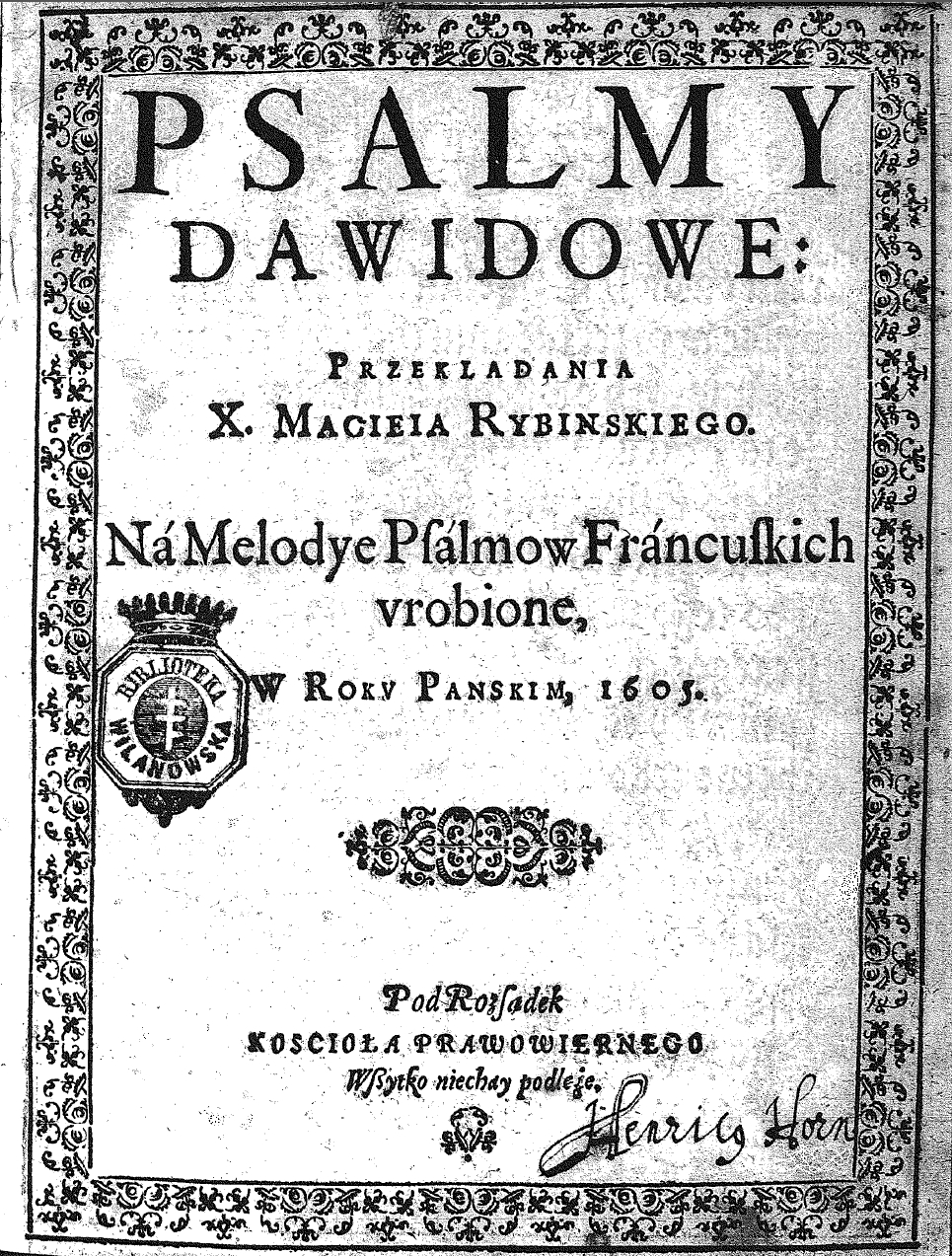
Strona tytułow psałterza Rybińskiego

Syn Jana Ryby, Czecha, a urodzony zapewne w Barcinie. Uczęszczał w 1581 roku do gimnazjum gdańskiego, a później wrocławskiego. Przebywał w Heidelbergu w 1584 roku na tamtejszym uniwersytecie. W Wieruszowie w 1589 roku został ministrem zboru, a następnie pełnił tę funkcję w Poznaniu oraz w Baranowie Sandomierskim w latach 1596–1608. W 1608 roku został obrany seniorem Jednoty i osiedlił się w Ostrorogu. Wsławił się przekładem psałterza opublikowanego w drukarni Sebastiana Sternackiego w roku 1605. Psalmy dostosowane były do melodii kalwińskiego psałterza francuskiego. Psałterz ten był wielokrotnie wydawany i przerabiany. Zmarł 20 maja 1612 roku w Poznaniu. Miał syna Jana.
O przekładach Macieja Rybińskiego w 1619 r. pisał Jakub Gembicki:
- (...) przetoż wziął to był na się przed lat trzynastą człowiek znamienitemi dary, i pobożnością od Boga uczczony X. Maciej Rybiński,  dozorca  zborów  Wielkopolskich,  teraz  już w Panu odpoczywający, i za pomocą Bożą szczęśliwie tej prace dokonawszy, i wydrukować dawszy, onę zborom prawowiernym oddał, pewnym osobom o tej swej pracy cenzurę, i wolność poprawy, gdzieby potrzeba była w moc podawszy: któremu jego żądaniu, temi czasy dosyć uczynił, zacny a w kościele Bożym dobrze zasłużony dozorca także zborów Ewangelickich X. Jan Turnowski S.T.D. Kaznodzieja Toruński[5].